# امتحان کن!
امتحان کن! (ایتالیایی: Fallo!) که با نام خصوصی هم شناخته می‌شود، یک فیلم کمدی ایتالیایی به کارگردانی تینتو براس است که در سال ۲۰۰۳ منتشر شد. از بازیگران این فیلم می‌توان به ماسیمیلیانو کارولتی اشاره کرد.